# سان فايسينت دي ديلس هورتس
بلدية سانت بيسينس ديلس أورتس (بالكاتالانية: Sant Vicenç dels Horts) هي إحدى بلديات مقاطعة برشلونة، والتي تقع في منطقة كاتالونيا، شرق إسبانيا.
يبلغ عدد سكانها 27.106 نسمة وفقاً لإحصائية سنة (2007).

## توأمة
لسان فايسينت دي ديلس هورتس اتفاقيات توأمة مع:
- بانيس